# Peter Okhello
Peter Okhello (ur. 19 czerwca 1972 roku w Kampali) – bokser wagi ciężkiej z Ugandy.
Jako zawodnik amatorski Okhello był mistrzem Ugandy. W 1997 roku przeszedł na zawodowstwo. Pierwszą walkę stoczył w Japonii. W swojej piątej walce zaliczył pierwszą porażkę, z Toakipa Tasefą. Po następnej przegranej z Kali Meehanem, miał półtoraroczną przerwę w boksowaniu.
Na ring powrócił w lutym 2001 roku. Pokonał kolejno sześciu słabszych rywali. W swojej pierwszej, i jak dotychczas jedynej, walce w Stanach Zjednoczonych przegrał zdecydowanie na punkty z Imamu Mayfieldem. Powrócił do Japonii, gdzie wygrał kolejnych sześć walk.
W czerwcu 2005 roku ponownie podjął próbę zaistnienia poza Japonią. W walce w niemieckim Kempten (Allgäu) przegrał na punkty z Sinan Samil Samem, chociaż był bliski zwycięstwa powalając w dwunastej rundzie rywala na deski. Turek zdołał się jednak podnieść i wytrzymać do końca walki.
Okhello ponownie wrócił do Japonii, gdzie wygrał swój drugi pojedynek z Bobem Miroviciem. Po tej walce dosyć niespodziewanie dostał szansę walki o mistrzostwo świata organizacji WBC z Olegiem Maskajewem, dla którego była to pierwsza obrona mistrzowskiego pasa. 10 grudnia 2006 roku Rosjanin wygrał z Okhello na punkty po bardzo jednostronnym widowisku.